# World Organization of Family Doctors
A Organização Mundial de Médicos de Família (em inglês:  World Organization of Family Doctors - WONCA) é uma organização profissional global sem fins lucrativos que representa médicos de família de todas as regiões do mundo. A missão da WONCA é melhorar a qualidade de vida das pessoas em todo o mundo através de elevados padrões de cuidados em clínica geral/medicina familiar.
A WONCA foi fundada, em 1972, com o nome de World Organization of National Colleges, Academies, and Academic Associations of General Practitioners/Family Physicians, à época com membros representando organizações de 18 países. A WONCA é uma organização não-governamental com relações oficiais com a Organização Mundial da Saúde (OMS).